# Гвинејска струја
Гвинејска струја је продужетак Екваторијалне повратне струје који настаје у близини обала Либерије и тече уз афричко копно све до Нигерије. Један мањи крак прати обале све док се не споји са Анголском струјом. Ово је топла морска струја.